# استرا (خودروی ۱۹۵۴)

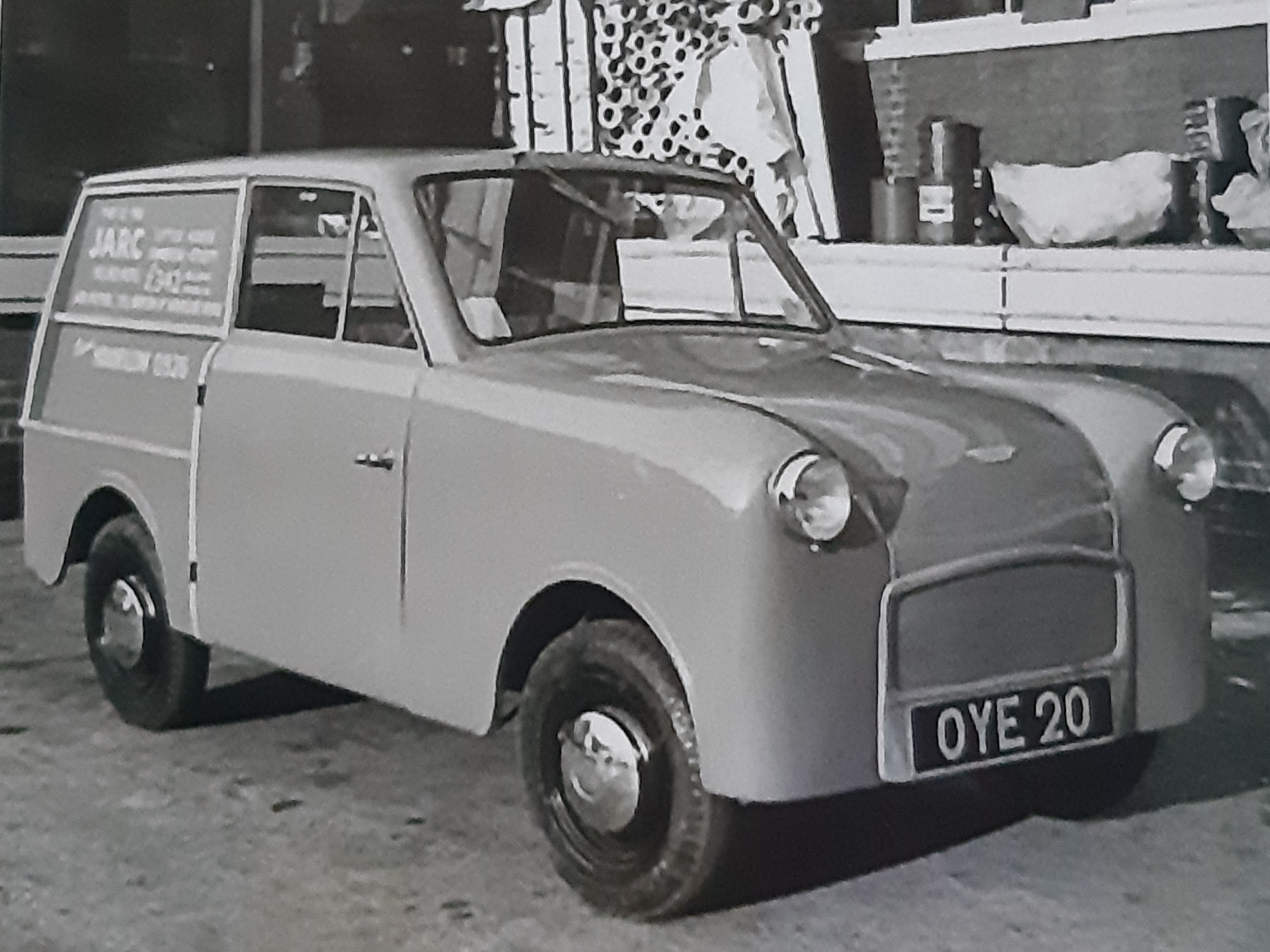
وانت آسترا مدل ۱۹۶۰

آسترا (خودروی ۱۹۵۴) با نام غیر رسمی اسب کوچک، یک ماشین ساخت انگلیس بود که توسط یک شرکت بریتانیایی در میدلسکس از سال ۱۹۵۴ تا ۱۹۵۹ ساخته شد. شرکت سازنده ادعا می کرد که آسترا کوچکترین و ارزان ترین چهار چرخ در بازار بریتانیا است. این خودرو در ابتدا توسط موتورهای جی‌ای‌آر‌سی (JARC) ساخته شده بود و به عنوان اسب کوچک فروخته می شد.
موتور آن ۳۲۲ سی‌سی سیستم جعبه‌دندهٔ آن ۳ دنده به صورت دستی است.